# John Mykkanen
John Mykkanen (n. 8 septembrie 1966, Anaheim, California, SUA) este un înotător american, medaliat olimpic. A participat la o ediție a Jocurilor Olimpice (1984) în care a câștigat două medalii de argint.